# مارتی لیمو
مارتی لیمو (انگلیسی: Martti Liimo; ۲۶ سپتامبر ۱۹۴۱ – ۱ دسامبر ۱۹۹۵) بازیکن بسکتبال اهل فنلاند بود. وی در بازی‌های المپیک تابستانی ۱۹۶۴ حضور داشته‌است.